# 화룡출수

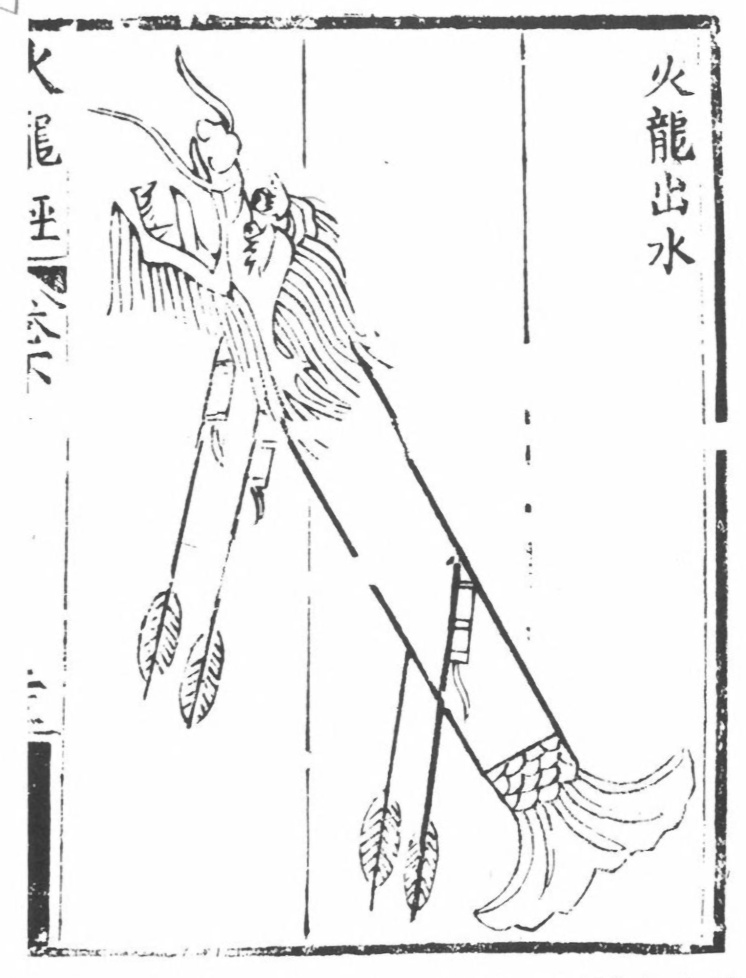
《화룡경》에 실린 화룡출수의 삽화

화룡출수(중국어 정체자: 火龍出水, 간체자: 火龙出水, 병음: Huǒlóngchūshuǐ 훠룽추수이[*])는 중국 명나라에서 발명된 것으로 알려진 세계 최초로 개발된 다단식 로켓 무기이다. 용의 머리가 달린 통을 발사하면서 그 입에서 화살 3개를 화약의 추진력으로 발사하는 구조이다.
화룡출수의 존재는 14세기 명나라 때 초옥과 유기가 저술한 《화룡경》(火龍經)에 기록되어 있다. 